# Itnal, Chikodi
Itnal là một làng thuộc tehsil Chikodi, huyện Belgaum, bang Karnataka, Ấn Độ.